# Никоновка (Житомирская область)

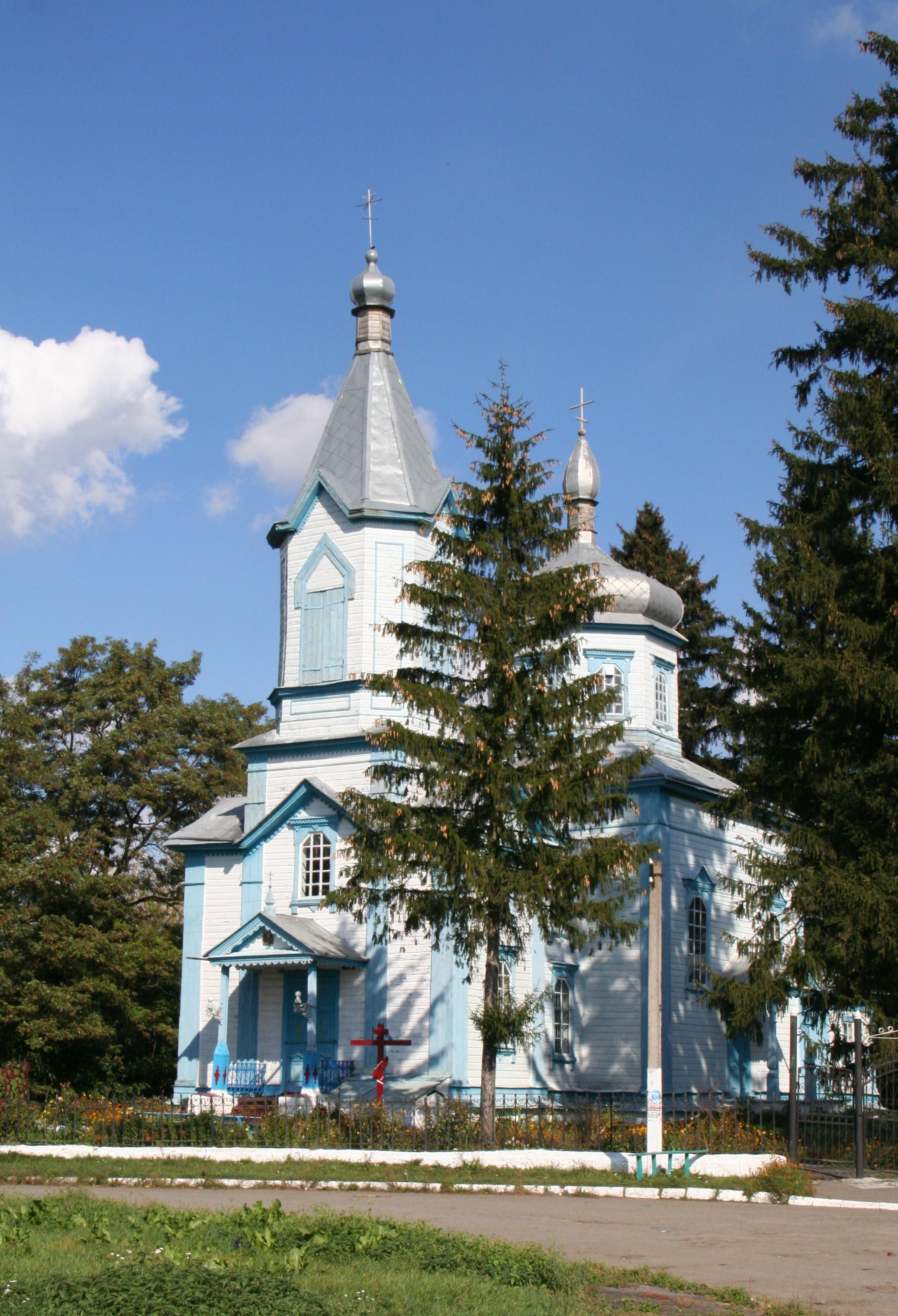
Церковь в селе Никоновка, Бердичевский район

Ни́коновка — село на Украине, основано в 1794 году. На 2025 год относится к Гришковецкой громаде Бердичевского района Житомирской области. 
Код КОАТУУ — 1820884201. Население по переписи 2001 года составляло 581 человек. Население по данным 2024 года составляло 417 человек. Почтовый индекс — 13324. Телефонный код — 4143. Занимает площадь 1,915 км².
Село расположено на юге Житомирской области, на левом берегу реки Пустоха.

## Возникновение
Название, скорее всего, происходит от имени крестьянина Никона, который сбежал от пана и поселился в густых лесах; после этого в этом месте поселилось ещё несколько семей - так и возникло село .

## История
Точное время основания села неизвестно, но уже в середине XVIII века оно указано в списках подымного налога: «Nikonowka wieś do Kodni szesnastka. Do grodu złotych trzy, groszy cztery, do skarbu złotych dwanaście, groszy szesnaście». На это время село, как и вся Правобережная Украина, входило в состав Речи Посполитой. Никоновка была частью Киевского воеводства Киевского повета. После второго раздела Речи Посполитой в 1793 году всё Правобережье Украины перешло под управления Российской империи, и Никоновка вошла в состав Житомирского уезда Волынской губернии (была основана 23 декабря 1796 года).

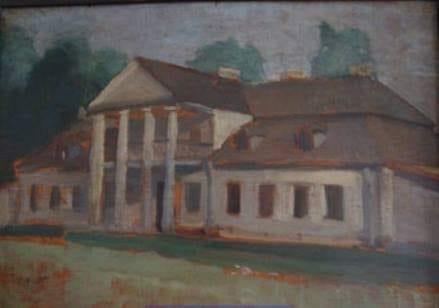
Имение Пеньковских, картина

Первым документом российского периода по с. Никоновка является ревизская сказка 1795 года про шляхту, в которой показано, что «…Никоновка владения шамбеляна двору польского короля Станислава … Казымирова сына Ушинского…». То, что Никоновка была владением Ушинских, подтверждается и в ревизии 1811 года, где записано, что «…село Никоновка наследников умершего шамбеляна Станислава Ушинского…» .

Уже по ревизии 1834 года большинство крестьян Никоновки были крепостными помещиков Пеньковских, а именно Павла Игнатьевича Пеньковского, наследники которого (Казимир Павлович Пеньковский и Генриетта Павловна Уляницкая) владели крестьянами до ликвидации крепостного права. Выкупной процесс был достаточно длительным, осуществлялся с 1867 по 1872 год .

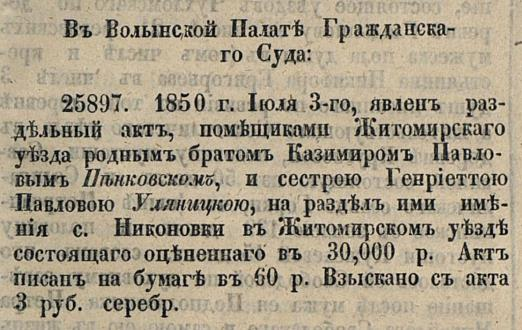
Вырезка из Сенатских ведомостей о разделе с. Никоновка между помещиками Пеньковскими (1850 год)

По данным на 1888 год в Никоновке (село Солотвинской волости) проживало 694 жителя (83 двора).
В начале XX века село было достаточно большое: как указано в справочнике населённых мест Волынской губернии за 1906 год в селе Никоновка Солотвинской волости Житомирского уезда Волынской губернии проживало 1013 человек в 167 дворах.

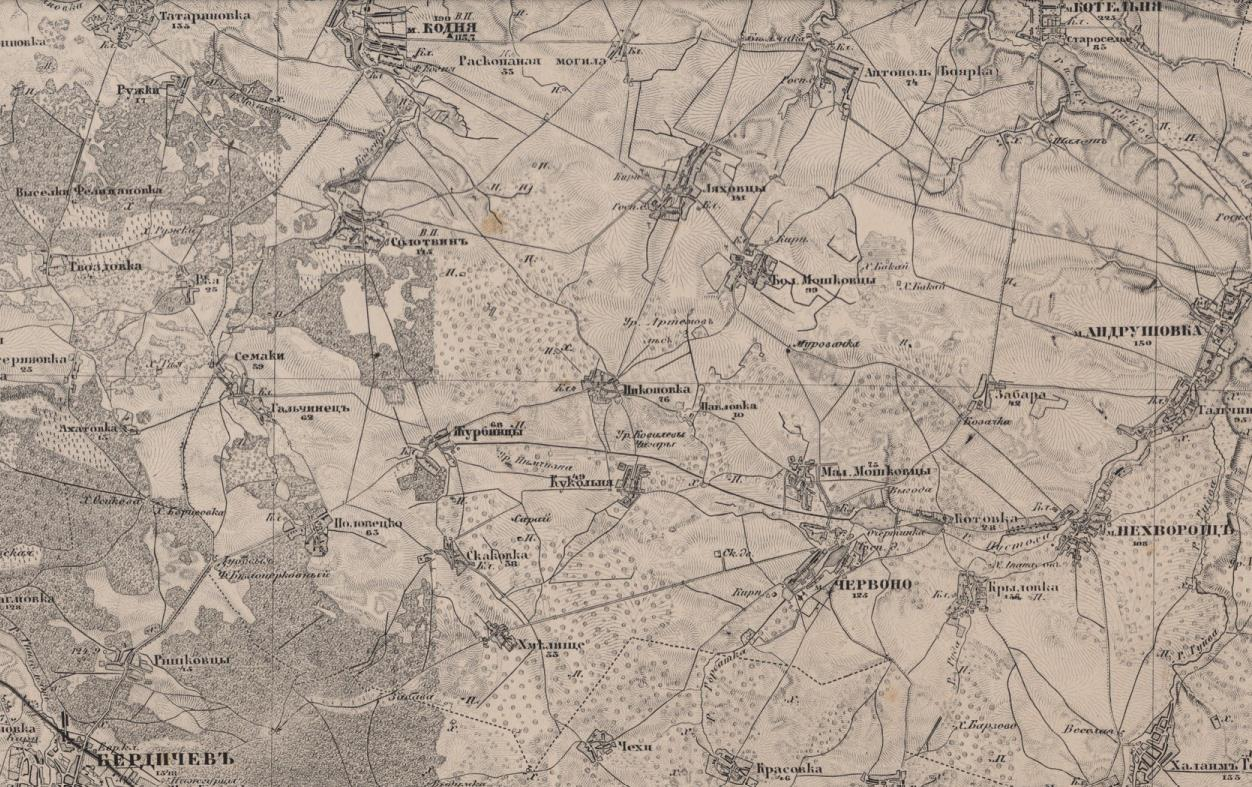
С. Никоновка на военно-топографической карте Волынской губернии (1855-1877 гг.)

После ликвидации губернского административного деления территория села Никоновка вошла сначала в состав Киевской области, а в 1932 году – в состав Винницкой области; по состоянию на 1933 год село было центром Никоновской сельской рады Бердичевского района Винницкой области вплоть до создания отдельной Житомирской области 22 сентября 1937 года.
Для Никоновки тяжёлыми были времена голодомора: село было занесено на «чёрную доску». «…За злочинне зривання плану мобілізації коштів 1-го кварталу по селах Никонівка та Скраглівка, особливо з надходження культзбору та готівки за позику 4-го, завершального, року п’ятирічки, 28 березня 1933 року Бердичівський міськпартком затвердив постанову фракції міськради про занесення цих сіл на «чорну дошку», з врученням їм «рогожових прапорів» та застосування фінансових обмежень…». По данным списка жертв голодомора в Житомирской области в селе Никоновка от голода погибло минимум 56 человек, еще около 100 человек погибло в других селах Никоновской сельской рады.
Также не прошли мимо села и другие трагические события: репрессии 1930-х годов, Вторая мировая война. Во время Второй мировой войны селом дважды прошел фронт боевых действий: сначала в 1941 году, а во второй раз в 1943-1944 гг., во время Житомирско-Бердичевской наступальной операции. Следует отметить, что во время войны недалеко от Никоновки (на территории бывшего военного городка «Элинг») действовал табор военнопленных, которые работали на заводах Бердичева; также пленных вывозили на работы в соседние сёла, в том числе и в саму Никоновку. За время немецкой оккупации в селе было расстреляно несколько гражданских лиц: Тимощук В. П., Матвийчук Р. П, Кащук Е., Козаченко С., Музичук Е и др.. В «Історії міст та сіл Житомирської області» указано, что участниками войны было 553 жителя села, из которых 101 человек погиб.
Во время Второй мировой войны село Никоновка было центром украинского националистического движения: была сформирована группа ОУН (Б), которая боролась, в основном, против советской власти. В июле 1941 года, уже после оккупации села немецкими войсками, в Никоновке прошло собрание нескольких представителей ОУН. На этом собрании было принято решение связаться с другими организациями в округе. Уже в 1942 году лидер Бердичевского проводу ОУН (Б) Николай «Муха» связался с жителем села Никоновка Василием Бессмертным - его задачей было собрать и организовать людей. Уже в марте 1943 года Никоновка стала центром Бердичевского районного проводу ОУН (Б); возглавил его Н. Мусий-«Муха». Членами организации были: местный учитель, поляк по национальноси, Болеслав Калюда; Григорий Вовнюк, Николай Атаманюк, Сергей Семенюк, Алексей Басюк, Федор Воронюк. Позже, летом 1943 года, была создана вторая ланка проводу, в которую входили Владимир Басюк, Петр Воронюк, Леонид Воронюк, Яков Мельничук и другие. Члены ОУН (Б) в Никоновке и населённых пунктах
вокруг распространяли листовки против немецкой оккупационной власти, агитировали против вывоза людей на работы в Германию. За время деятельности количество членов ОУН в с. Никоновка достигало около 50 человек.
В середине XX века в селе проживало 889 человек в 296 дворах. По переписям населения 1989 и 2001 годов в селе проживало соответственно 598 человек (1989 г.) и 572 человека (2001 г.).

## Адрес местного совета
13324, Житомирская область, Бердичевский р-н, с.Никоновка